# 델라 로베레가

델라 로베레 가문의 문장.

델라 로베레 가(이탈리아어: Della Rovere)는 역사상 실존한 이탈리아의 귀족 가문이다. 리구리아의 사보나에서 유래한 일족으로, 교황 식스토 4세(프란체스코 델라 로베레, 1471년-1484년)와 그의 조카 교황 율리오 2세(줄리아노 델라 로베레, 1503년-1513년) 등 두 명의 델라 로베레 출신 교황들에 의해 족벌주의와 야심적인 중매결혼을 통해 가문의 명성이 현저하게 높아졌다. 교황 식스토 4세는 그의 이름을 딴 시스티나 경당을 지은 것으로 알려진 인물이다. 로마의 산 피에트로 인 빈콜리 성당은 델라 로베레 가문의 전용 성당이다.
가장 성공적인 결혼은 델라 로베레의 혈통을 우르비노 공에 정착시킨 것이다.
후계자 프란체스코 우발도가 죽은 뒤 넌더리가 난 마지막 델라 로베레 공작인 프란체스코 마리아 2세는 우르비노를 교황 우르바노 8세에게 증여하고서 은퇴하였다. 우르바노 8세는 우르비노를 교황령에 합병시켰다.
파시스트들이 이탈리아의 권력을 잡게 되었을 때, 델라 로베레 가문의 저택은 습격을 당해 많은 일족이 살해당했다. 델라 로베레의 셋째 장남은 나흘 동안 우물에서 숨은 뒤에 뉴욕으로 도피했다.